# Fluye (álbum de La Unión)
Octavo álbum de estudio del grupo español La Unión, lanzado comercialmente en 1997.
Musicalmente, supuso una extensión sonora de Hiperespacio, el álbum anterior lanzado en 1996, con sonidos funk y soul, si bien con una mayor sonido electrónico, un mayor acento en el ritmo y el baile y unas letras más místicas y de connotaciones espirituales.
Ante un descenso continuado de sus ventas, el grupo definiría este álbum como "una huida hacia delante en un panorama poco receptivo a las nuevas sensaciones".

## El álbum
A finales de los años 90, con la proximidad del fin del milenio, se pusieron de moda los sonidos new age, las técnicas espirituales, etc. Contagiado por este contexto, La Unión enfocó el álbum con términos como "fluye", "karma" o "nirvana" en el álbum, que alguna crítica clasificaría como "misticismo electrónico".
El primer sencillo fue Humo, que tuvo un videoclip oficial para su promoción.
El segundo sencillo fue Mal Karma, que sin tener videoclip, fue el único sencillo que tuvo para su promoción varias remezclas: Jazzy Jacobsen Trip Radio Edit, 80% Remix, Martian Vibes, Jazzy Jacobsen Extended Trip.
El tercer sencillo fue Fluye, canción que daba título al álbum.
Destaca la canción Sirenas que, aunque fuera planeada como potencial sencillo del álbum no fue finalmente lanzado oficialmente como tal, fue una canción que siguieron interpretando regularmente en giras posteriores.
Fluye fue el primer álbum de La Unión que no tuvo ningún número 1 en Los 40 Principales, lo que confirmó el alejamiento del grupo de la radiofórmula, pese a que sus canciones siguieran sonando regularmente en radios para su promoción.

### Legado
El álbum supuso la incorporación definitiva y duradera de un sonido electrónico más sofisticado en sus composiciones que alejó definitivamente al grupo del espectro rock que habían explorado anteriormente.
La canción Humo sería el único tema del álbum en incluirse posteriormente en los recopilatorios Grandes Éxitos 1984 / 2000 y Colección Audiovisual 1984 - 2004, además del álbum de remezclas Love Sessions.
La excepción se produjo en el recopilatorio con colaboraciones Hip.Gnosis - Best Of, Vol. 2, en el cual no se incluyen los temas Humo ni Mal Karma, pero sí la canción Fluye, el tercer sencillo de este álbum, que tuvo especial protagonismo en una remezcla bautizada como Fluye "Be Water My Friend".

## Lista de canciones
1. Humo (L. Bolín*, M. Martínez*, R. Sánchez*) - 4:53
2. Fluye (L. Bolín*, M. Martínez*, R. Sánchez*) - 4:14
3. Mal Karma (L. Bolín*, M. Martínez*, R. Sánchez*) - 4:04
4. Hágase La Luz (L. Bolín*, M. Martínez*, R. Sánchez*) - 3:50
5. Déjà Vu (L. Bolín*, M. Martínez*, R. Sánchez*) - 3:43
6. Solo (L. Bolín*, M. Martínez*, R. Sánchez*) - 5:04
7. Subidón (L. Bolín*, M. Martínez*, R. Sánchez*) - 4:16
8. Sirenas (L. Bolín*, M. Martínez*, R. Sánchez*) - 4:30
9. Nirvana (L. Bolín*, M. Martínez*, R. Sánchez*) - 3:40
10. Volar (L. Bolín*, M. Martínez*, R. Sánchez*) - 5:00

## Créditos
- Luis Bolín - Bajo y voz
- Mario Martinez - Guitarra
- Rafa Sánchez - Voz